# Elektrisches Streufeld

Elektrisches Streufeld hier am Rande von Kondensatorplatten.

Ein elektrisches Streufeld (englisch fringing field) tritt bei offenen Leitungsstrukturen auf.

## Hintergrund
In der Elektrostatik dient als klassisches Beispiel zur Illustration eines elektrischen Streufeldes der Plattenkondensator (Bild). Während das (hier statische) elektrische Feld im Inneren des Kondensators (zwischen den beiden Kondensatorplatten) nahezu homogen verläuft, tritt am Rande eine erhebliche Streuung der Feldlinien in den „freien Raum“ auf (siehe auch: Video unter Weblinks).
Weitere Beispiele für elektrische Komponenten, bei denen Streufelder auftreten, sind ungeschirmte Leitungen. Hierzu gehören Bandleitungen und Schlitzleitungen. Aber auch bei geschirmten Leitungen können Streufelder auftreten, insbesondere an offenen Leitungsenden. Hier dient das offene Ende eines Koaxialkabels (Bild unten) zur Illustration.

## Elektromagnetisches Streufeld

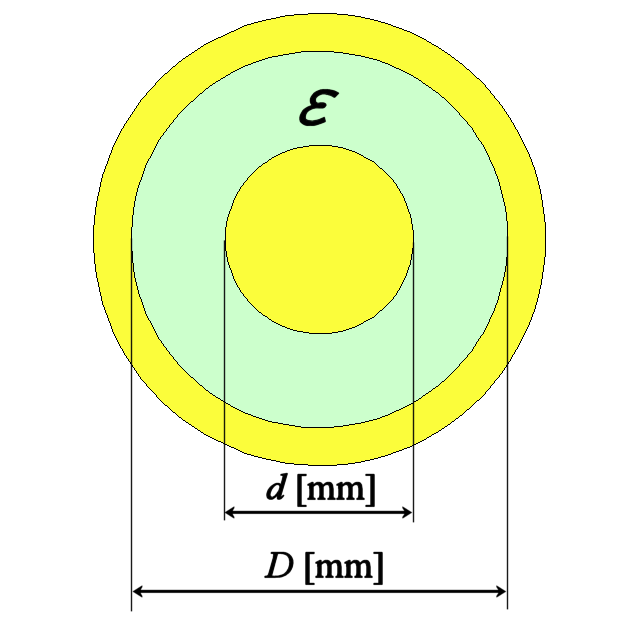
Offenes Ende einer Koaxialleitung.

In der Hochfrequenztechnik (HF‑Technik) tritt ein elektrisches Streufeld stets zusammen mit einem magnetischen Streufeld auf. Man kann dann auch von einem elektromagnetischen Streufeld sprechen, nennt es zumeist jedoch kurz nur: Streufeld.
Streufelder führen hier dazu, dass ein offenes Leitungsende keinen perfekten Leerlauf darstellt, also nicht den (komplexen) Reflexionsfaktor Γ = 1 realisiert. Aufgrund der Streukapazität (englisch fringing capacitance) des offenen Leitungsendes tritt vielmehr eine nicht zu vernachlässigende (frequenzabhängige) Phasenverschiebung auf. Darüber hinaus wird aufgrund der parasitären Abstrahlung am Leitungsende auch der Betrag von Γ kleiner als 1 sein.